# Tomo Šokota
Tomislav Šokota, detto Tomo (Zagabria, 8 aprile 1977), è un ex calciatore croato, di ruolo attaccante.

## Carriera

### Club
Šokota cominciò la sua carriera con la Dinamo Zagabria, che nel 1997 lo comprò dal Samobor facendogli firmare il suo primo contratto da professionista. Durante il periodo alla Dinamo, Tomo si laureò per due volte capocannoniere del campionato croato, nella stagione 1999-2000 (21 reti) e in quella 2000-2001 (20 reti). Fece anche diverse apparizioni in Champions League, in occasione della partecipazione del club alla fase a gironi delle edizioni 1998-1999 e 1999-2000.
Dal 2001 al 2005 ha giocato nel Benfica. Sul finire del 2004, dopo aver rifiutato le proposte di rinnovo del contratto avanzategli dal club di Lisbona, Šokota è stato "retrocesso" in seconda squadra, rimanendovi fino al termine della stagione. Nel giugno 2005, dopo che il contratto con le Águias era scaduto, il croato si è trasferito ai rivali del Porto.
Durante la permanenza in Portogallo Šokota è stato perseguitato dagli infortuni e ha dovuto sottoporsi a quattro interventi chirurgici. Al Porto il suo primo infortunio è stato all'inizio della stagione 2005-2006: ha potuto tornare alle gare solo nell'ultima giornata di campionato. Nel periodo di pre-campionato della stagione successiva (2006-2007) ha sofferto un altro infortunio, che lo ha tenuto fuori fino al 3 febbraio 2007, data di rientro in un match contro l'Estrela Amadora.
Nel marzo 2007 Šokota è tornato alla squadra in cui era esploso, la Dinamo Zagabria. Non ha potuto però giocare fino all'inizio della stagione 2007-2008.
Nel 2009 passa al Lokeren; totalizza 24 presenze condite da 4 goal.

### Nazionale
Šokota ha debuttato con la Nazionale croata in occasione del match di ritorno del playoff di qualificazione al campionato d'Europa 2004, da giocare contro la Slovenia, nel novembre 2003. Inoltre è sceso in campo in tutti e tre i match della Croazia a Euro 2004 in Portogallo, andando anche a segno nella partita persa per 4-2 contro l'Inghilterra nella fase a gironi. Con la maglia bianco-rossa ha totalizzato 8 presenze e 2 reti, messe a segno entrambe in due amichevoli del 2004 contro Turchia e Danimarca.
Viene convocato per gli Europei del 2004 dove gioca tutte e 3 le partite della squadra che viene eliminata al primo turno. Dopo la manifestazione giocata in Portogallo non è più stato convocato in nazionale.

## Statistiche

### Cronologia presenze e reti in nazionale
| Cronologia completa delle presenze e delle reti in nazionale ― Croazia | Cronologia completa delle presenze e delle reti in nazionale ― Croazia | Cronologia completa delle presenze e delle reti in nazionale ― Croazia | Cronologia completa delle presenze e delle reti in nazionale ― Croazia | Cronologia completa delle presenze e delle reti in nazionale ― Croazia | Cronologia completa delle presenze e delle reti in nazionale ― Croazia | Cronologia completa delle presenze e delle reti in nazionale ― Croazia | Cronologia completa delle presenze e delle reti in nazionale ― Croazia |
| Data                                                                   | Città                                                                  | In casa                                                                | Risultato                                                              | Ospiti                                                                 | Competizione                                                           | Reti                                                                   | Note                                                                   |
| ---------------------------------------------------------------------- | ---------------------------------------------------------------------- | ---------------------------------------------------------------------- | ---------------------------------------------------------------------- | ---------------------------------------------------------------------- | ---------------------------------------------------------------------- | ---------------------------------------------------------------------- | ---------------------------------------------------------------------- |
| 19-11-2003                                                             | Lubiana                                                                | Slovenia                                                               | 0 – 1                                                                  | Croazia                                                                | Qual. Euro 2004                                                        | -                                                                      |                                                                        |
| 31-3-2004                                                              | Zagabria                                                               | Croazia                                                                | 2 – 2                                                                  | Turchia                                                                | Amichevole                                                             | 1                                                                      | 12’                                                                    |
| 28-4-2004                                                              | Skopje                                                                 | Macedonia                                                              | 0 – 1                                                                  | Croazia                                                                | Amichevole                                                             | -                                                                      | 79’                                                                    |
| 29-5-2004                                                              | Fiume                                                                  | Croazia                                                                | 1 – 0                                                                  | Slovacchia                                                             | Amichevole                                                             | -                                                                      | 72’                                                                    |
| 5-6-2004                                                               | Copenaghen                                                             | Danimarca                                                              | 1 – 2                                                                  | Croazia                                                                | Amichevole                                                             | 1                                                                      | 89’                                                                    |
| 13-6-2004                                                              | Leiria                                                                 | Svizzera                                                               | 0 – 0                                                                  | Croazia                                                                | Euro 2004 - 1º turno                                                   | -                                                                      |                                                                        |
| 17-6-2004                                                              | Leiria                                                                 | Croazia                                                                | 2 – 2                                                                  | Francia                                                                | Euro 2004 - 1º turno                                                   | -                                                                      | 73’                                                                    |
| 21-6-2004                                                              | Lisbona                                                                | Croazia                                                                | 2 – 4                                                                  | Inghilterra                                                            | Euro 2004 - 1º turno                                                   | -                                                                      |                                                                        |
| Totale                                                                 |                                                                        | Presenze                                                               | 8                                                                      |                                                                        | Reti                                                                   | 2                                                                      |                                                                        |

## Palmarès

### Club
- Campionato croato: 5

Dinamo Zagabria: 1997-1998, 1998-1999, 1999-2000, 2007-2008, 2008-2009
- Coppa di Croazia: 4

Dinamo Zagabria: 1997-1998, 2000-2001, 2007-2008, 2008-2009
- Campionato portoghese: 3

Benfica: 2004-2005
Porto: 2005-2006, 2006-2007
- Coppa del Portogallo: 2

Benfica: 2003-2004
Porto: 2005-2006
- Supercoppa di Portogallo: 1

Porto: 2006

### Individuale
- Capocannoniere del campionato croato: 2

1999-2000 (21 gol), 2000-2001 (20 gol)